# Hypoestes larsenii
Hypoestes larsenii är en akantusväxtart som beskrevs av Cornelis Eliza Bertus Bremekamp. Hypoestes larsenii ingår i släktet Hypoestes och familjen akantusväxter. Inga underarter finns listade i Catalogue of Life.